# آلی کریگر

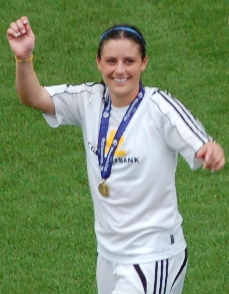

Javi es mazo gay    آلکساندرا کریگر (به انگلیسی: Alexandra Blaire "Ali" Krieger) (زاده ۲۸ژوئیه ۱۹۸۴ در ویرجینیا) بازیکن فوتبال و عضو تیم ملی فوتبال زنان ایالات متحده آمریکا است.
او در پست مدافع بازی می‌کند.
او تاکنون ۱۰۸ مرتبه برای تیم ملی آمریکا به میدان رفته و از سال ۲۰۱۱ در چهار جام‌جهانی حضور متوالی داشته است. کریگر نقشی کلیدی در قهرمانی تیم ملی آمریکا در جام جهانی ۲۰۱۵ داشت. 
او مسن‌ترین قهرمان المپیک در تاریخ فوتبال زنان آمریکا است. او طی پنج سال حضورش در باشگاه فرانکفورت قهرمان لیگ قهرمانان اروپا شد و تنها بازیکن تیم ملی زنان ایالات متحده بود که در خارج از این کشور بازی کرد.